# Chiquis Rivera
Janney Marín Rivera (Los Ángeles, California, 26 de junio de 1985), conocida como Chiquis Rivera, es una cantante y personalidad televisiva estadounidense.

## Biografía y carrera
Janney Marín Rivera nació el 26 de junio de 1985 en Los Ángeles, California, siendo hija de Jenni Rivera. Comenzó su carrera artística en 2014, al publicar su primer sencillo titulado «Paloma Blanca», como un tributo a su madre. Hizo su debut en televisión internacional durante los Premios Juventud al presentar su segundo sencillo «Esa No Soy Yo».
Su primera aparición en televisión fue en el reality show Jenni Rivera Presents: Chiquis & Raq-C y también en I Love Jenni. En 2015, estuvo nominada a los Premios Lo Nuestro en la categoría Artista femenina regional del año junto con su madre.
En 2023 es nominada a los Premios Grammy Latinos por mejor álbum de música banda por Abeja reina.
En 2024 se convierte en jueza del certamen La Academia.

## Vida personal
Estuvo casada con el cantante y exvocalista de La Original Banda El Limón, Lorenzo Méndez. La boda tuvo lugar en la ciudad de Los Ángeles, California el 29 de junio de 2019. Se divorciaron en septiembre de 2020.
En 2018, dio a conocer que padece endometriosis.
Durante una entrevista que dio en marzo de 2023, se declaró abiertamente bisexual. También añadió que en su juventud tuvo una novia, pero su madre la forzó a terminar con su relación.

## Discografía

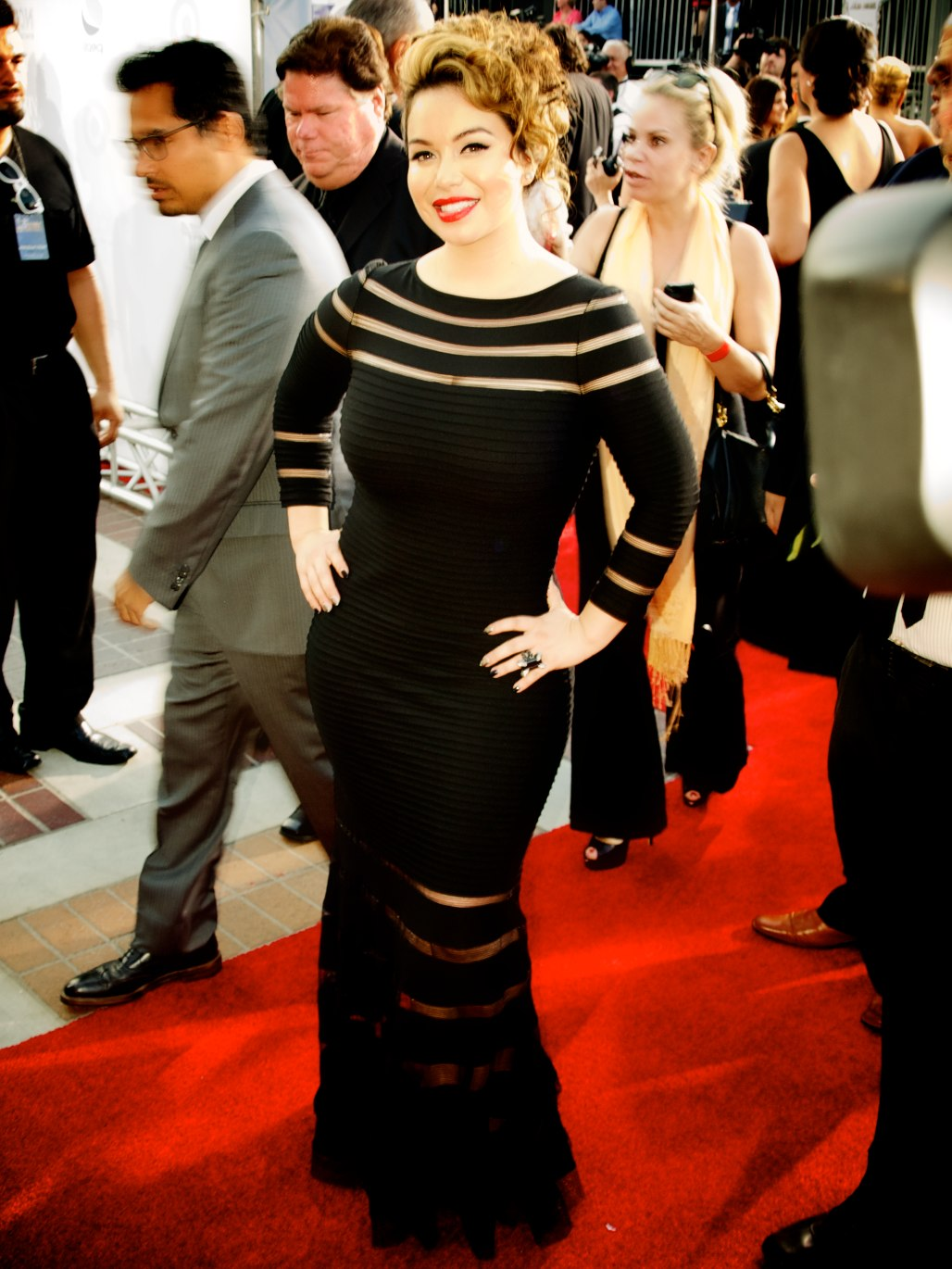
Rivera, en 2012.

### Álbumes de estudio
- 2015: «Ahora»
- 2018: «Entre Botellas»
- 2020: «Playlist»
- 2022: «Abeja Reina»[12]
- 2024: «Diamantes»[13]

### Sencillos
- 2014: «Paloma Blanca»
- 2014: «Esa No Soy Yo»
- 2014: «Esa No Soy Yo (Versión Pop)»
- 2014: «I'm Not That Girl»
- 2014: «La Malquerida»
- 2015: «Completamente»
- 2015: «Amor Eterno»
- 2015: «Ahora»
- 2015: «Aprovéchame»
- 2015: «Feliz de la Vida»
- 2015: «CPR»
- 2015: «Paloma Negra»
- 2015: «Paper Bullets»
- 2015: «Suéñalo»
- 2016: «La Necia»
- 2017: «Horas Extras»
- 2017: «Vas a Volver»
- 2018: «Quisieran Tener Mi Lugar (con Jenni Rivera)»
- 2018: «Entre Botellas»
- 2018: «Los Chismes (con Lorenzo Méndez)»
- 2018: «Cuánto Te Debo»
- 2018: «Qué Sacrificio»
- 2018: «Estamos a Mano»
- 2018: «Gracias a Dios (con Juan Rivera)»
- 2018: «Lo Que la Vida Me Enseñó»
- 2018: «Entre Botellas (Versión Acústica)»
- 2019: «Anímate y Verás»
- 2019: «Martes Es Muy Lejos»
- 2020: «Ticket de Salida (con Amandititita)»
- 2020: «Las Destrampadas»
- 2020: «Con la Misma Bala»
- 2020: «Está de Moda No Querer (con Banda Los Sebastianes)»
- 2020: «Jolene (con Becky G)»
- 2020: «Me Vale»
- 2020: «Sexo Débil (TNHMDQH) [con Victoria La Mala]»
- 2021: «Mi Problema»
- 2021: «Cualquiera»
- 2022: «Quiero Amanecer Con Alguien»
- 2022: «El Honor»
- 2022: «55 (con Raymix)»
- 2022: «Jinghe Bells (Vamos All The Way)»
- 2022: «Si No Te Hubieras Ido»
- 2022: «Paloma Blanca (con Mariachi Divas de Cindy Shea)»[14]
- 2023: «Porque Soy Abeja Reina»[15]
- 2024: «Que siga pasando»[16]

## Giras
- 2015: «Aprovéchame Tour»
- 2018: «Entre Botellas Tour»
- 2021: «Playlist Tour»
- 2022: «Abeja Reina Tour»

## Filmografía
| Televisión    | Televisión                                 | Televisión | Televisión                                  |
| Año           | Título                                     | Papel      | Notas                                       |
| ------------- | ------------------------------------------ | ---------- | ------------------------------------------- |
| 2009          | Jenni Rivera Presents: Chiquis & Raq-C     | Ella misma | Especial bajo la producción de Mun2         |
| 2009          | Jenni Rivera Presents: Chiquis 'n' Control | Ella Misma | Especial bajo la producción de Mun2         |
| 2011–2013     | I Love Jenni                               | Ella misma | Especial bajo la producción de Telemundo    |
| 2014–2015     | Chiquis Confidential                       | Ella misma | Web-serie documental                        |
| 2016–presente | The Riveras                                | Ella misma | Especial bajo la producción de NBC Universo |
| 2019-2021     | Tengo talento mucho talento                | Ella misma | Jurado                                      |
| 2024          | La Academia                                | Ella misma | Jurado                                      |
| 2024-presente | Chiquis sin filtro                         | Ella misma | Serie en streaming                          |

## Premios y nominaciones
| Año  | Premio             | Categoría                  | Nominados                    | Resultado | Referencia |
| ---- | ------------------ | -------------------------- | ---------------------------- | --------- | ---------- |
| 2025 | Premios Lo Nuestro | Mejor combinación femenina | Ella misma (junto a Becky G) | Nominadas | [ 22 ]     |